# Anne-Marie Cotret
Anne-Marie Cotret est une monteuse française née en 1930. Elle est la monteuse de plusieurs films de Jacques Demy, Jean Yanne et Jean Aurel.

## Filmographie
- 1956 : Le Sabotier du Val de Loire de Jacques Demy (court-métrage documentaire)
- 1957 : C'était le premier champ de Carlos Vilardebó (court-métrage documentaire)
- 1959 : Le Signe du lion d'Éric Rohmer
- 1961 : Le Cirque de Calder de Carlos Vilardebó (court-métrage documentaire)
- 1961 : Bilan d'un jour de Carlos Vilardebó (court-métrage documentaire)
- 1961 : Lola de Jacques Demy
- 1962 : Le Signe du lion d'Éric Rohmer
- 1963 : 14-18 de Jean Aurel
- 1963 : La Baie des Anges de Jacques Demy
- 1964 : Les Parapluies de Cherbourg de Jacques Demy
- 1968 : Manon 70 de Jean Aurel
- 1968 : Cada vez que... de Carlos Durán[1]
- 1969 : Mister Freedom de William Klein
- 1969 : Les Femmes de Jean Aurel
- 1970 : Peau d'âne de Jacques Demy
- 1971 : Êtes-vous fiancée à un marin grec ou à un pilote de ligne ? de Jean Aurel
- 1972 : Tout le monde il est beau, tout le monde il est gentil de Jean Yanne
- 1973 : Moi y'en a vouloir des sous de Jean Yanne
- 1973 : L'Événement le plus important depuis que l'homme a marché sur la Lune de Jacques Demy
- 1974 : Les Chinois à Paris de Jean Yanne
- 1974 : ...Comme un pot de fraises de Jean Aurel
- 1975 : Chobizenesse de Jean Yanne
- 1979 : Je te tiens, tu me tiens par la barbichette de Jean Yanne
- 1980 : La Naissance du jour de Jacques Demy (téléfilm)
- 1985 : Liberté, égalité, choucroute de Jean Yanne
- 1993 : Les demoiselles ont eu 25 ans d'Agnès Varda